# Aritz Bagües
Aritz Bagües Kalparsoro (Errenteria, 19 augustus 1989) is een voormalig Spaans-Baskisch wielrenner die als beroepsrenner reed voor Euskadi Basque Country-Murias en Caja Rural-Seguros RGA.

## Carrière
In 2013 werd Bagües, in dienst van Euskadi, onder meer vijfde in de eindklassement van de Boucles de la Mayenne en de Ronde van China I. In 2014, toen hij zonder ploeg zat, behaalde Bagües meerdere overwinningen en ereplaatsen in het Spaanse amateurcircuit. Een jaar later werd hij, namens Murias Taldea, dertiende in de Circuito de Getxo. In 2016 behaalde hij top tien plaatsen in onder meer Parijs-Troyes en de Klasika Primavera. Daarnaast werd hij veertiende in de Chrono des Nations.
Omdat Euskadi Basque Country-Murias in 2018 een stap hogerop deed werd Bagües dat jaar prof. In zijn eerste seizoen als prof reed hij onder meer de Ronde van het Baskenland, de Clásica San Sebastián en de Ronde van Spanje.

## Overwinningen
2022
Bergklassement Ronde de l'Oise

## Resultaten in voornaamste wedstrijden
| Jaar | Ronde van Italië | Ronde van Frankrijk | Ronde van Spanje |
| ---- | ---------------- | ------------------- | ---------------- |
| 2018 |                  |                     | 78e              |
| 2019 |                  |                     | 117e             |
| 2020 |                  |                     | 92e              |
| 2021 |                  |                     | 87e              |
| 2022 |                  |                     |                  |

| Jaar | Ronde van Lombardije | Clásica San Sebastián | Parijs-Tours |
| ---- | -------------------- | --------------------- | ------------ |
| 2018 |                      | opgave                | opgave       |
| 2019 |                      | opgave                |              |
| 2020 |                      |                       |              |
| 2021 |                      | opgave                |              |
| 2022 | 92e                  |                       |              |

## Ploegen
- 2011 –  Orbea Continental
- 2012 –  Orbea Continental
- 2013 –  Euskadi
- 2015 –  Murias Taldea
- 2016 –  Euskadi Basque Country-Murias
- 2017 –  Euskadi Basque Country-Murias
- 2018 –  Euskadi Basque Country-Murias
- 2019 –  Euskadi Basque Country-Murias
- 2020 –  Caja Rural-Seguros RGA
- 2021 –  Caja Rural-Seguros RGA
- 2022 –  Caja Rural-Seguros RGA

Aberasturi · Bagües · Barbero · Bizkarra · Blázquez · Etxebarria · Fraile · Merino · Orbe · Zabalo · Zuazubiskar
Aristi · Bagües · Barbero · Bizkarra · Iparragirre · Iturria · Larrinaga · Merino · Orbe · Zuazubiskar · Chetout (stagiair) · Etxeberria (stagiair)
Bagües · Barrenetxea · Bizkarra · Bravo · Estévez · García · González · Insausti · Intziarte · Lizarralde · Orbe · Txoperena · Aranburu (stagiair)
Aranburu · Bagües · Barrenetxea · Bizkarra · Bravo · Estévez · Ad. González · Ai. González · Insausti · Iturria · Lizarralde · Olaberria · Txoperena · Udondo · Irizar (stagiair) · Rodríguez (stagiair)
Bagües · Barrenetxea · Bizkarra · Bravo · Estévez · Ad. González · Ai. González · Irizar · Iturria · Lizarralde · Olaberria · Rodríguez · Txoperena · Udondo · Barthe (stagiair) · Juaristi (stagiair)
Aberasturi · Aristi · Bagües · Barceló · Barrenetxea · Barthe · Bizkarra · Bravo · González · Irizar · Iturria · Loubet · Prades · Ó. Rodríguez · S. Rodríguez · Sáez · Samitier · Sanz · Txoperena · Udondo
Aristi · Bagües · Barceló · Barrenetxea · Barthe · Berrade · Bizkarra · Bravo · González · Intxausti · Irizar · Iturria · López-Cózar · Ó. Rodríguez · S. Rodríguez · Sáez · Samitier · Sanz · Udondo · Viejo
Amezqueta · Aular · Bagües · Barceló · Barrenetxea · Calle · Cepeda · Cuadros · Etxeberria · García · González · Johnston · Lastra · Leitão · Martín · Murguialday · Nicolau · Nieve · Pira · Prades ·Schlegel  · Balderstone (stagiair) · López de Abetxuko (stagiair) · López (stagiair)